# Euxootera callimorpha
Euxootera callimorpha är en fjärilsart som beskrevs av Emilio Berio 1972. Euxootera callimorpha ingår i släktet Euxootera och familjen nattflyn. Inga underarter finns listade i Catalogue of Life.